# Treinta y tres dioses
La expresión treinta y tres dioses hace referencia a un panteón de deidades hinduistas, algunas de las cuales tienen origen védico (de mediados del II milenio a. C.) y otras se fueron creando más tarde. En general, incluye un conjunto de 31 dioses que consta de 12 Aditias, 11 Rudras y 8 Vasus. La identidad de las otras dos deidades que completan los 33 varía, aunque sus papeles son generalmente el de una deidad creadora (que preside la procreación y es la protectora de la vida) y un gobernante supremo todopoderoso.
El título genérico sánscrito Traias trimsha (‘los treinta y tres’) no aparece en el Rig-veda (el texto más antiguo de la India, de mediados del II milenio a. C.). Recién en el Atharva-veda (el cuarto texto más antiguo de la India, de principios del I milenio a. C.) aparece mencionado este número de dioses.
El mismo nombre sánscrito ―aunque no los nombres particulares de las deidades― se puede encontrar en fuentes budistas (posteriores al siglo III a. C.) como un nombre para el Cielo de los Treinta y Tres Dioses.

## Lista de dioses
Las 31 deidades son las siguientes:
- Doce Aditiás (hijos del dios del Sol):
  - Mitra,
  - Ariaman,
  - Bhaga,
  - Varuna,
  - Daksha,
  - Ansa,
  - Tuastri,
  - Pushán,
  - Surya,
  - Savitri,
  - Indra (Śakra) y
  - Visnú.

Esta lista variará a veces en detalles.
- Once Rudras (expansiones del dios Rudra-Shiva) que consisten en:
  - Cinco abstracciones:
    - Ananda (felicidad),
    - Vijñāna (conocimiento),
    - Manas (pensamiento),
    - Prana (aliento o vida) y
    - Vach (discurso).

- Cinco nombres de Shiva:
  - Ishana (gobernante),
  - Tatpuruṣa (esa persona),
  - Aghora (‘no horrible’, nombre eufemístico de Shiva, que siempre produce espanto),
  - Vamadeva (dios agradable),
  - Sadioyata (nacido al mismo tiempo).
  - Atman (alma).

- Ocho Vasus (deidades de los elementos materiales):
  - Pritiví (tierra),
  - Agni (fuego),
  - Antariksa (atmósfera o espacio),
  - Vaiu (viento),
  - Diaus Pitar (el padre cielo),
  - Suria (sol),
  - Naksatra (estrellas),
  - Soma (luna).

Otras fuentes incluyen dos Ashuins (o Nasatyas), dos deidades solares.
- Indra también llamado Śakra, señor de los dioses, es el primero de los 33, seguido de Agni
- Prayapati (señor de las criaturas), una deidad creadora.